# Capulálpam de Méndez
Capulálpam de Méndez es una localidad con rango de  Municipio Libre y Soberano perteneciente al distrito de Ixtlán de Juárez, en la Sierra Norte del estado de Oaxaca, en México. Se encuentra identificado en la lista  Pueblos Mágicos en México. 

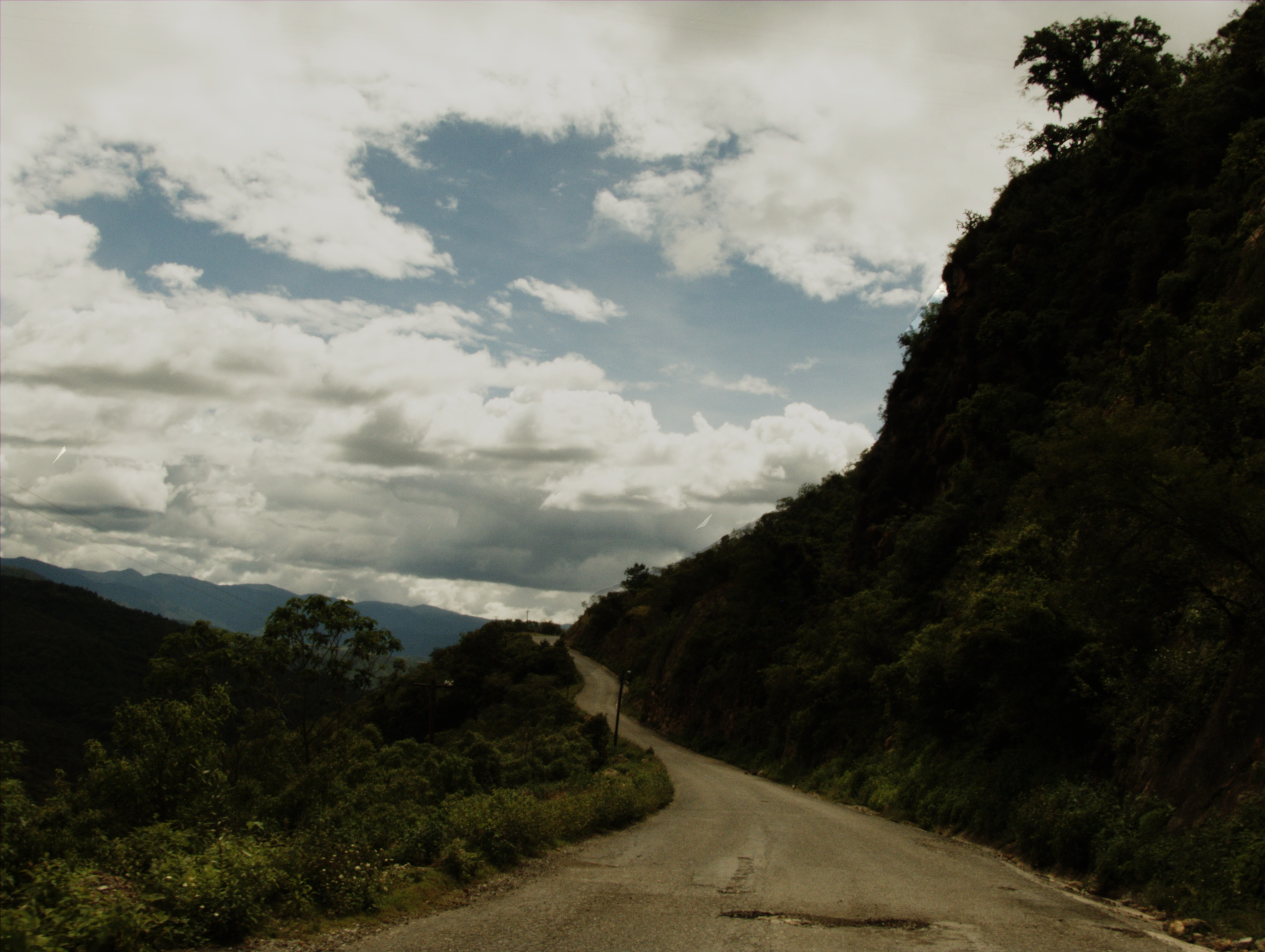
Carretera en la Sierra camino a Capulálpam de Méndez

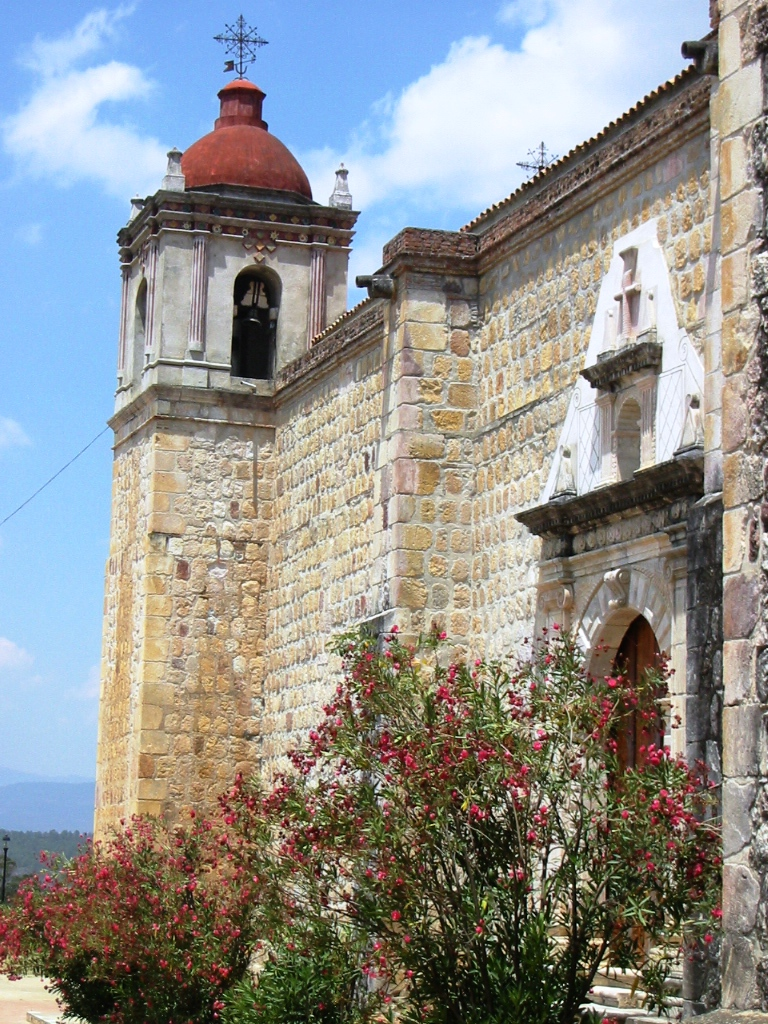
Templo de San Mateo, obra del siglo XVI

## Toponimia

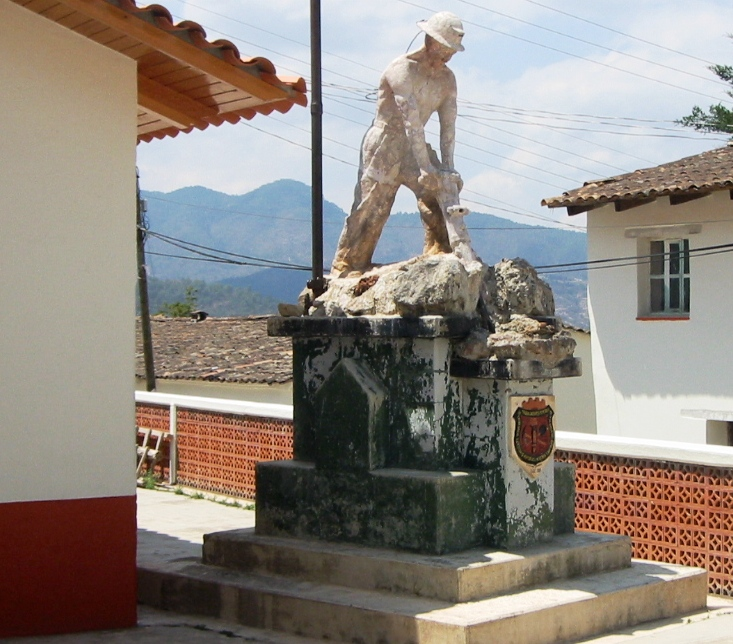
Monumento al Minero, ícono local

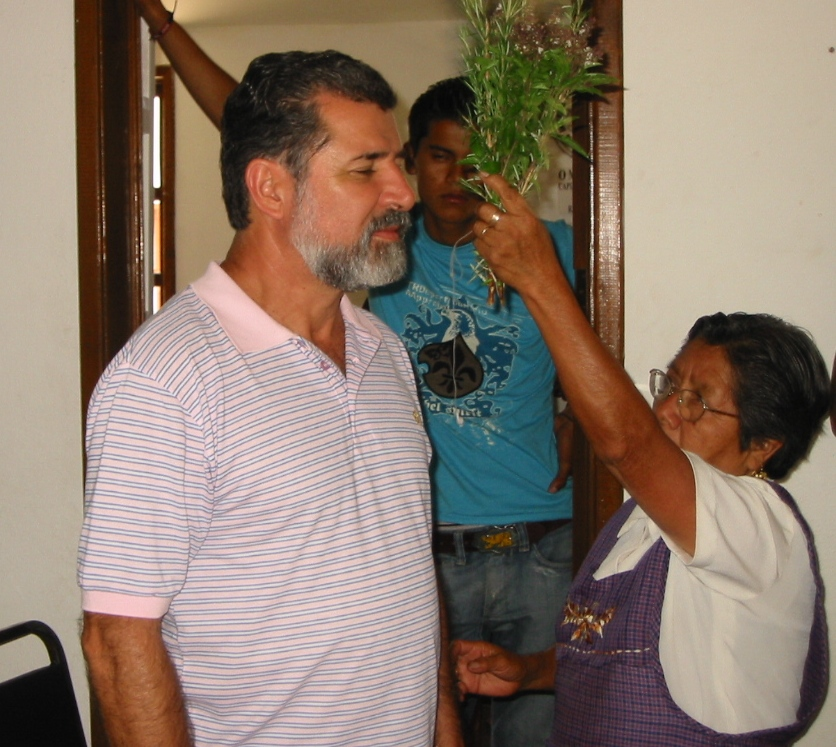
Limpia tradicional indígena en el Centro de Salud, para locales y turistas

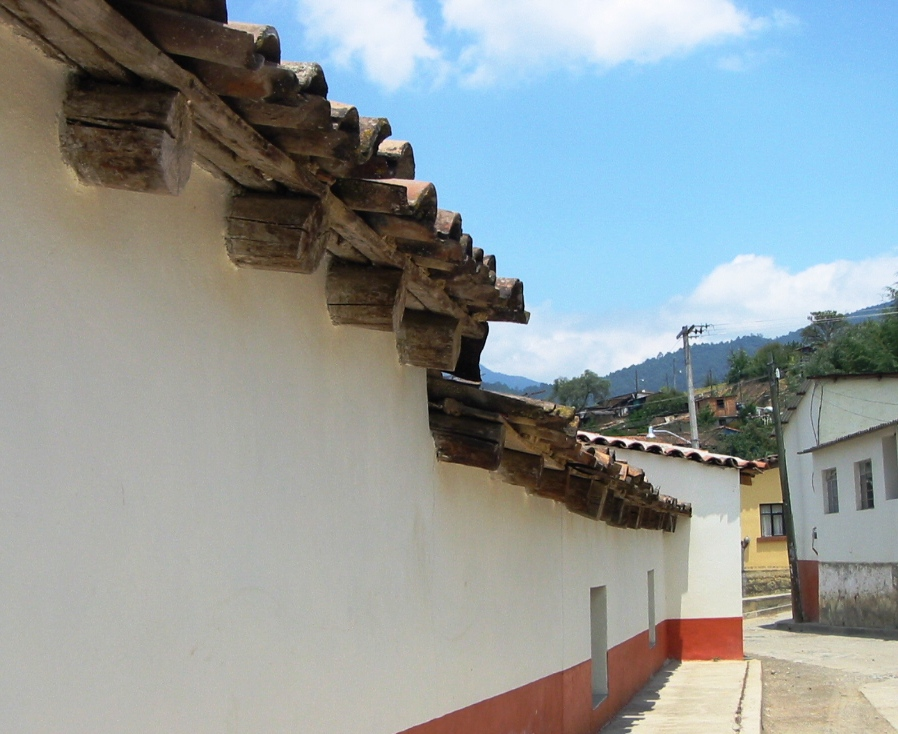
Casas típicas de la arquitectura vernácula del pueblo

Su nombre corresponde a la composición en vocablos del nahuatl impuesto tras el dominio mexica; Capul-li  que deriva de capolcuahuitlse, se traduce al español como Capulín o Cerezo y apan-apam se traduce como río. La traducción literal es "Río del capulín".

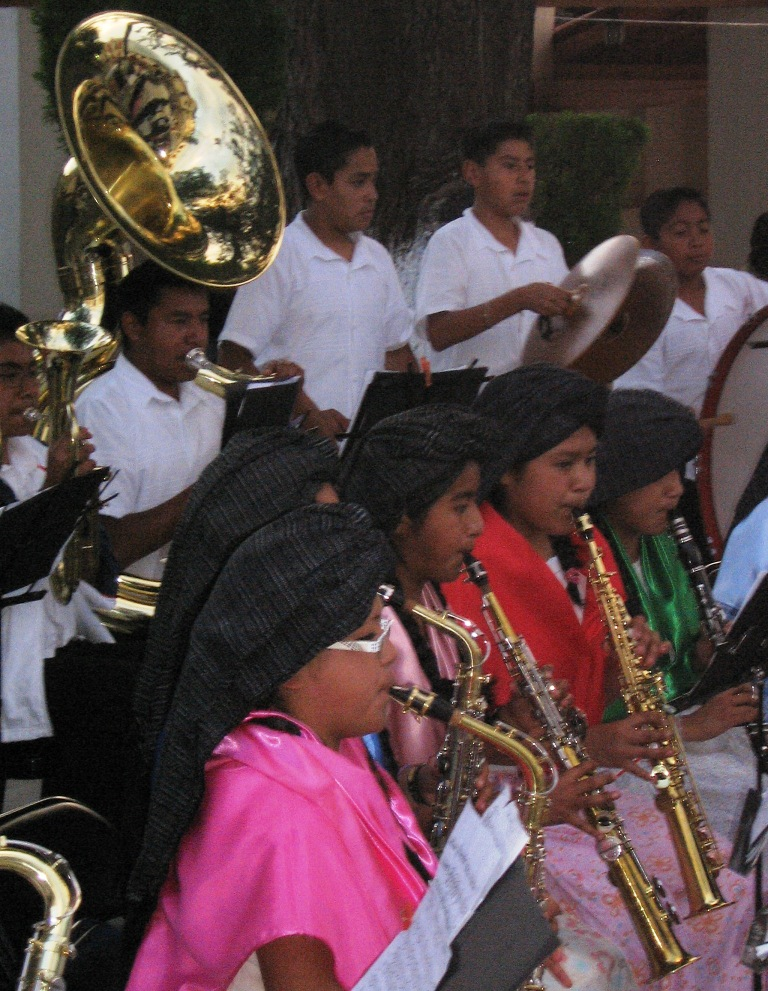
Banda de música infantil y juvenil.

En la lengua originaria, el zapoteco, se le conoce como Lachigahui o simplemente gawi, término que se desglosa de la siguiente manera, lachi se traduce como "llano", ga corresponde a la pronunciación del número "nueve", y hui o wi es el nombre que se le brinda a la guayaba, dando así el significado de "Llano de las nueve guayabas".

## Patrimonio
Capulálpam ha conservado sus tradiciones y costumbres, como la música autóctona y la medicina tradicional. Por este motivo, ha sido designado como uno de los Pueblos Mágicos de México.
Cuenta con una iglesia edificada en el siglo XVI. Los bosques serranos de la localidad le valieron un reconocimiento del Fondo Mundial para la Naturaleza en 2002.

## Historia
En los relatos de Chicomezuchil se dice que fueron los habitantes de este pueblo, junto con los de Yahuiche, Ixtlán y Lachatao, quienes hicieron resistencia a los conquistadores españoles. En 1521 se llevó a cabo el primer deslinde de tierras de Atotolinga, pueblo inmediato a San Juan Juquila Vijanos, extinguido por los primeros conquistadores, Goqueyaglaba como representante de Capulálpam se presentó a dar fe de los puntos límites que eran los de Yagxiyagadoni y Tieinaguia.
A mediados del siglo XVII el pueblo era encomienda de Juan Muñoz Cañedo, constituida entonces por cuatro barrios, que tributaban independientemente. Desde entonces sigue siendo su formación de cuatro barrios y cada uno tributa por su cuenta. Para el siglo XVII parte de sus límites hacia el oriente y el sur lo eran el actual Río de Natividad, y en 1775, al descubrir la mina de Dolores, fundó la primera hacienda de beneficio de oro y plata la jurisdicción de este pueblo, asegurándose que desde esa época empezaron a fluir los españoles, situación que le dio el carácter final de pueblo minero como parte de su cultura.

## Nombre y categoría política
Durante la época colonial, este lugar se conoció como San Mateo Capulálpam, pero por Decreto Número 12 del 27 de octubre de 1936 de la H. Legislatura del Estado, se cambió este nombre por el de Capulálpam de Méndez. como se conoce actualmente. Capulálpam recibió la asignación del nombre de Miguel Méndez Hernández, liberal oaxaqueño que colaboró con Benito Juárez oriundo de dicha localidad.

## Situación geográfica
Se localiza al sur de la cabecera del distrito de Ixtlán de Juárez, y al noroeste de la capital del estado de Oaxaca. Su altura sobre el nivel del mar es de 2,064 metros. Posición astronómica: Latitud norte se sitúa en el paralelo 17°18′22″ y 96°26'46 de longitud oeste del meridiano de Greenwich. Sus límites son al norte con los municipios de Ixtlán de Juárez y San Juan Tepanzacoalco, al sur con San Juan Juquila Vijanos, Santiago Xiacuí, Natividad y Pueblos Mancomunados (Lachatao, Amatlán y Yavesía), al este con San Miguel Yotao y al oeste con Santa María Yahuiche. Encierra un polígono irregular cuya superficie es de 7,470.50 ha. Dista 70 km de la capital del estado.

## Orografía
Este municipio se localiza en una de las cordilleras de la Sierra Norte del Estado (Sierra Madre Oriental), vertiente del golfo de México.
Una cordillera importante es la que limita con el municipio de Ixtlán de Juárez, que parte del punto denominado La Lagunilla hacia el poniente, terminando en el punto denominado Las Calaveras. Sobre esta misma montaña y a la altura del paraje conocido como El Gavilán Seco (Bethia-Bitzi), se desprende un contrafuerte que baja y desaparece hasta el río de Cueshia o 'Shoo Laveda'. La cordillera montañosa principal va de norte a sur, se desprende de la Lagunilla, límite de Ixtlán de Juárez y San Juan Tepanzacoalco, que en su parte más alta se le conoce como Cerro Pelado, de donde continúa la cordillera en dirección norte-sureste, bajando lentamente hasta llegar al río de Llano Verde, límite con San Juan Juquila Vijanos y Santiago Xiacuí. De esta cordillera, tanto por el oriente como por el poniente se desprenden varios contrafuertes, entre ellos se localiza el que parte de Cerro Pelado hacia el oriente y que llega hasta el Cerro del Malacate, límite con San Miguel Yotao y Santo Domingo Cacalotepec; otro no menos importante es el que parte de Cerro Pelado hacia el poniente en dirección este-oeste hasta detenerse en la parte alta de la población.
Esta parte montañosa está formada por rocas de cuarzo en su mayor parte y que contienen rocas minerales ricas en oro, plata, cobre, zinc, antimonio, plomo, estaño, etc.

## Cultura
Como “Pueblo Mágico” cuenta con una variada gama de particularidades culturales, como sus fiestas, danzas, tradiciones, gastronomía, artesanías, música como el jarabe con banda filarmónica y los grupos de marimbas tocadas por los jóvenes, así como su arquitectura religiosa y vernácula, por lo cual todo el pueblo mismo ha sido considerado como patrimonio cultural.
Parte importante en la preservación de su cultura es que se rigen a nivel social, administrativo, uso de la tierra, negocios y justicia, por el sistema de “usos y costumbres”, legalmente admitido en el país.

### Tradiciones
Destacan las fiestas populares como las realizadas tradicionalmente del 11 al 22 de septiembre con una feria anual en honor a San Mateo Apóstol, los días 1, 2 y 3 de noviembre se celebra la fiesta de “Todos los Santos”, el 24 de diciembre la Navidad y la Semana Santa con un interesante sincretismo entre lo cristiano y lo indígena.
Entre otras tradiciones destaca la feria anual que organiza una calenda, en la que buscan madrinas para ser representantes de su colonia y cada una de ellas adorna un carro alegórico, recorren el pueblo y bailan con la banda filarmónica, queman fuegos artificiales y hacen jaripeo. En la fiesta de “Todos los Santos” algunos niños o jóvenes realizan una comparsa de Día de muertos, bailan en algunas casas particulares y piden dulces o dinero. En diciembre se hacen las clásicas posaditas en algunas casas, la persona que la organiza convida atole, tamales y dulces.

### Gastronomía
La cocina de este municipio se compone de platillos como mole, amarillo, coloradito y chiles rellenos, que es lo típico en una fiesta de la población. La bebida que no puede faltar es el tepache así como el clásico pinole y pan de yema. Muchas de las familias destilan su propio mezcal.

### Centro de medicina tradicional
Como pueblo de fuertes arraigos indígenas, la medicina tradicional ocupa un importante lugar en el imaginario colectivo, al punto que en 1995 se formó la Organización de Médicos Indígenas Zapotecos de la Sierra de Juárez, con sede en Capulálpam con cerca de 45 médicos tradicionales de los municipios de El Rincón e Ixtlá.
Con apoyo municipal crearon el Centro de Medicina Tradicional donde los terapeutas tradicionales comparten su experiencia ancestral a través de “limpias”, masajes o reconfortantes baños de temazcal, y ofrecen medicamentos naturales elaborados por ellos mismos. Cuenta con el aval de la Secretaría de Salud, colabora y comparte instalaciones con la clínica local de dicho organismo. Sus servicios son de muy bajo costo y para todo público, incluidos los turistas.

### Arquitectura y monumentos
Todo su pueblo es considerado patrimonio cultural y arquitectónico, donde destacan el templo católico que data del siglo XVI, un yacimiento de agua llamado El “Chorromonte”, el Monumento al Minero, el Monumento a la Madre y las casas tradicionales.
El Templo de San Mateo fue erigido en el siglo XVI y de esa época conserva su techo, un elegante alfarje recubierto por afuera con teja de barro. Aún conserva varios retablos que muestran todas las variantes del barroco mexicano de los siglos XVII y XVIII, desde el más sobrio barroco salomónico hasta un exuberante churrigueresco donde finas figuras de ángeles hacen las veces de estípites.
La arquitectura vernácula ocupa un lugar importante dentro de la imagen y cultura que conforman la identidad como pueblo, sus casas como elemento dominante del paisaje están hechas en su mayoría con paredes de adobe y ladrillo, techos artesonados cubiertos de teja de arcilla y pisos de tierra o mosaicos tradicionales, con calles y muros empedrados y sinuosos adaptándose a la topografía quebrada natural.
Ante el inminente crecimiento de la infraestructura urbana por la demanda de servicios turísticos y la necesidad de preservar tales valores, el Ayuntamiento contó con la colaboración académica y especializada a través de la asociación sin fines de lucro Nuevos Horizontes para la Arquitectura de las Comunidades liderada por el Maestro Arq. Pastor Alfonso Sánchez Cruz, quienes han elaborado un catálogo de arquitectura patrimonial y un plan estratégico de actuaciones que permitan conservar la identidad cultural y el patrimonio arquitectóncico dentro del concepto de desarrollo sostenible.

### Personajes ilustres
Miguel Méndez Hernández: organizador e iniciador del partido liberal, catedrático del Instituto de Ciencias y Artes de la ciudad de Oaxaca, miembro de la trilogía serrana junto con Benito Juárez y Marcos Pérez.

### Música
Existen en la localidad varias expresiones musicales siendo una de las más representativas, su Banda de Música infantil y juvenil.